# Théodore Rudelle
Pour les articles homonymes, voir Rudelle (homonymie).
Pierre Théodore Henri Rudelle, né le 9 juillet 1843 à Paris et mort le 10 août 1926 à Versailles (Yvelines), est un homme politique français.

## Biographie
Il est le fils de Pierre Charles Rudelle, conservateur des hypothèques de Versailles, et de Julie Thérèse de Sautereau.
Magistrat, il est substitut à Rambouillet, Melun, puis à Versailles. Il démissionne de la magistrature en 1880, au moment de l'expulsion des congrégations, et s'inscrit comme avocat au barreau de Versailles.
En 1892, il est élu conseiller général du canton de Versailles-sud jusqu'en 1910.
En 1902, il est élu député de Seine-et-Oise, puis réélu en 1906, jusqu'en 1910.
Il est inscrit aux groupes des Républicains nationalistes et de l'Action libérale. Pendant ses mandats, il s'oppose à l'impôt sur le revenu, à la séparation entre l'église et l'État. Il se préoccupe beaucoup de l'entretien du château de Versailles.

### Mariage et descendance
De son mariage en 1872 avec Marie Louise Jobert (1852-1940) naquirent deux enfants :
- Pierre Rudelle (1874-1905), marié en 1900 avec Thérèse de Préaudeau (1874-1905), dont postérité : ils sont les grands-parents de Pierre-Marie Rudelle
- Marie Charlotte Rudelle (1878-1924), mariée avec Robert Marie Altmayer (1875-1959), dont postérité

## Œuvre
- Des Rapports juridiques entre les auteurs et les éditeurs, 1898, Paris, Librairie nouvelle de Droit et de jurisprudence, Arthur Rousseau éditeur, 240 p.